# Boțești (Vaslui)
Boţeşti é uma comuna romena localizada no distrito de Vaslui, na região de Moldávia. A comuna possui uma área de 58.35 km² e sua população era de 2188 habitantes segundo o censo de 2007.